# Эгидольф
Эгидольф (итал. Egidolfo; умер между 864 и 876) — епископ Асти (упоминается в 864 году).

## Биография
О происхождении и ранних годах жизни Эгидольфа сведений не сохранилось. Неизвестно, в каком году он стал главой Астийской епархии. Предшествовавшим достоверно известным местным епископом был живший в первой половине VIII века Эвазий. В различных созданных в Новое время списках астийских епископов между Эвазием и Эгидольфом упоминаются несколько астийских епископов: Эвазин, Бернольф (или Берульф), Эйлольф I, Розерий, Ставраций I и Лидовин. Однако все эти персоны или никогда не существовали, или не были главами Астийской епархии.
Единственный современный Эгидольфу документ, в котором упоминается его имя — акты церковного собора, прошедшего в октябре 864 года в Милане под председательством архиепископа Тадона.
Дата смерти Эгидольфа неизвестна. Следующим главой Астийской епархии был Ильдуин, впервые упоминающийся в этом сане в 876 году.